# 3 (O.R.O.)
3 è il terzo album in studio del gruppo musicale italiano O.R.O., pubblicato nel 1997.
Con il brano Padre nostro, coscritto da Enrico Ruggeri, il gruppo ha partecipato al Festival di Sanremo 1997.

## Tracce
1. Padre nostro
2. Vivo per lei
3. Rose rosse e caffè
4. Per te per noi
5. L'amore è (Unplugged)
6. Se una donna parte
7. La rabbia
8. Quando ti senti sola
9. La vuoi lo vuoi
10. Non riesco a parlare
11. Tienimi dentro di te
12. Amici
13. Un amore in due